# Bahía Falsa

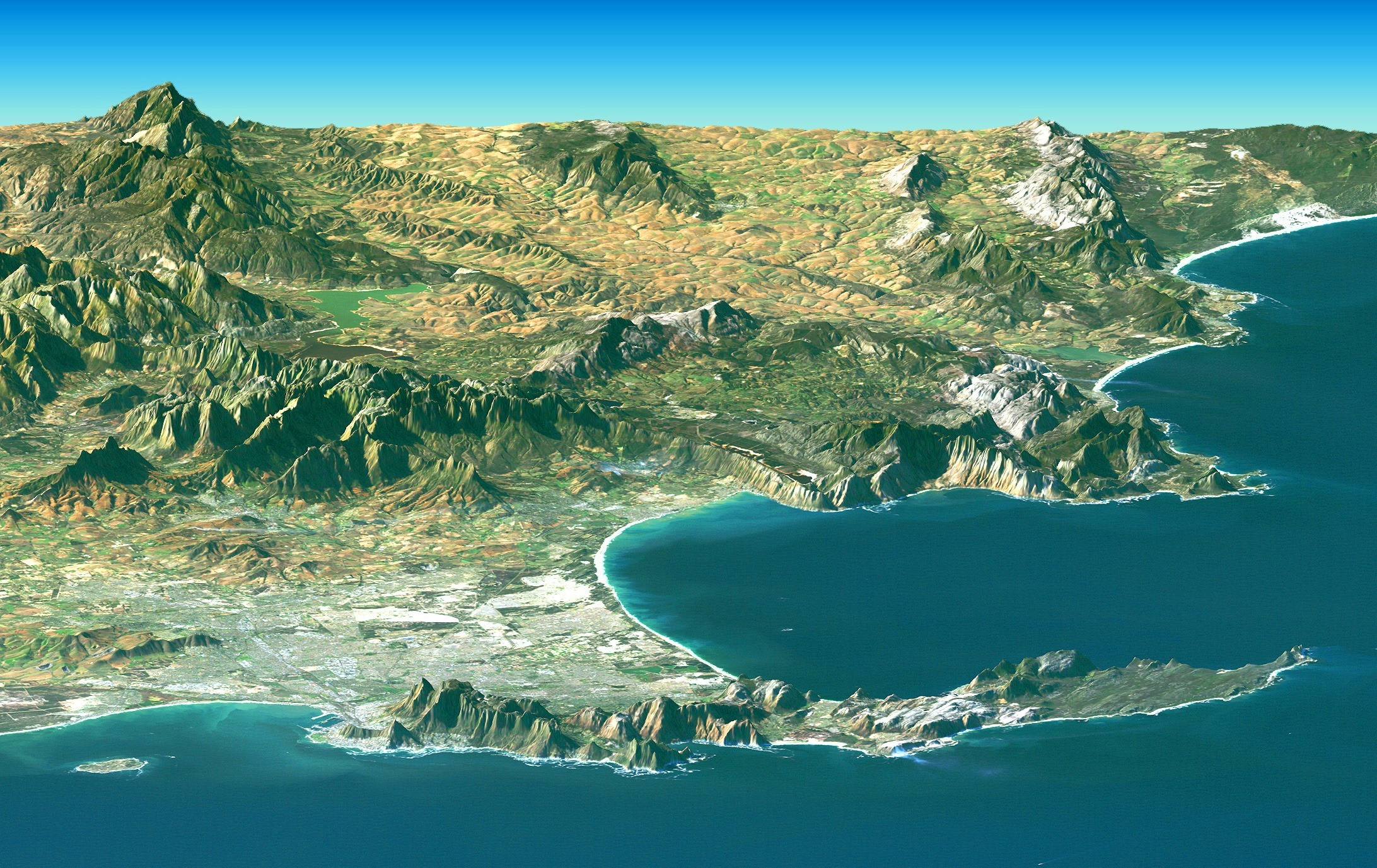
La Península del Cabo vista del Oeste, bahía falsa (derecha) y la bahía de la Mesa, junto con la Isla Robben (izquierda). Compilación producida por la NASA de los datos de Landsat y el SRTM.

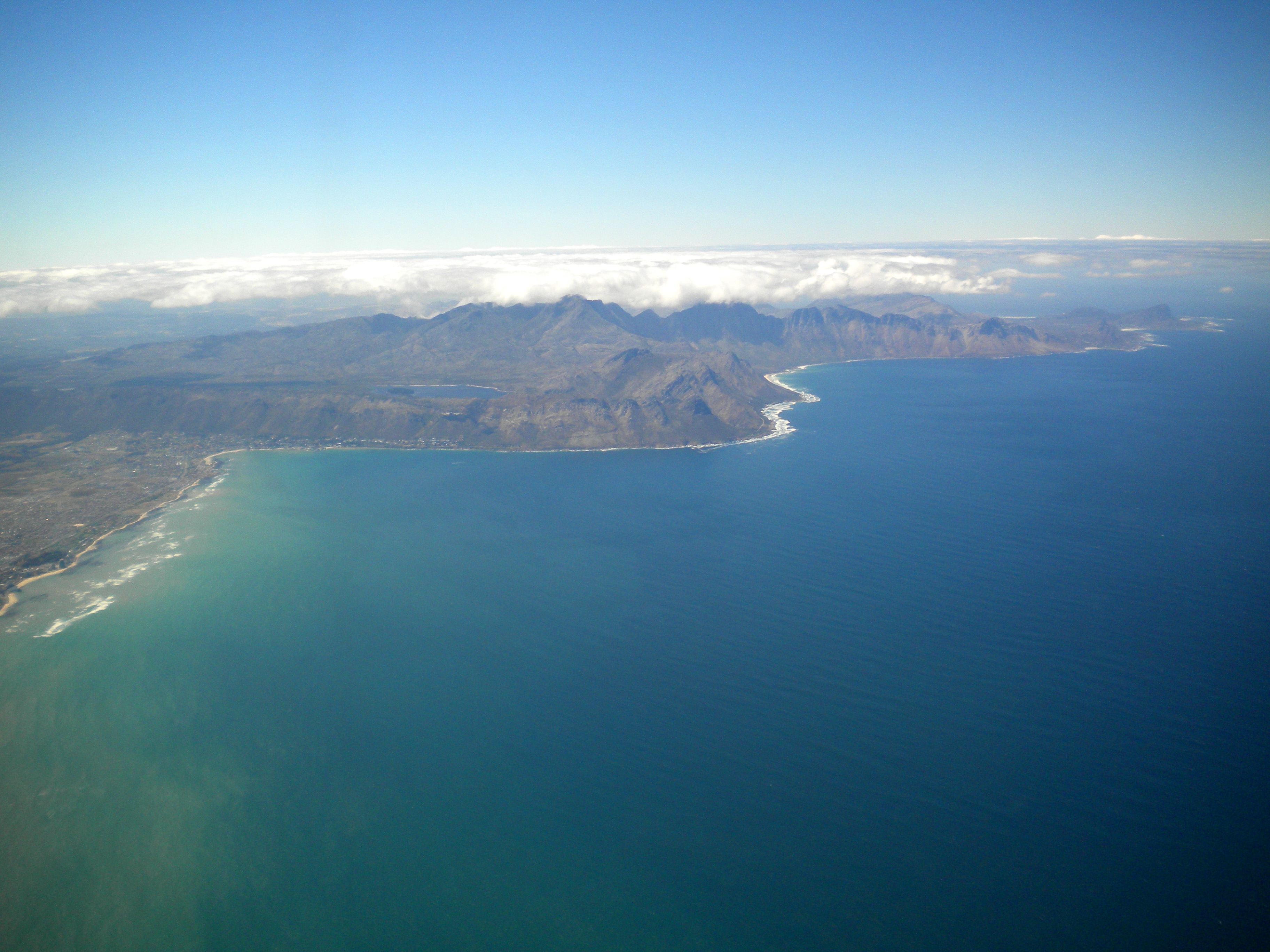
Costa oriental de bahía falsa: Bahía de Gordon (izquierda) a Cabo Hangklip (derecha)

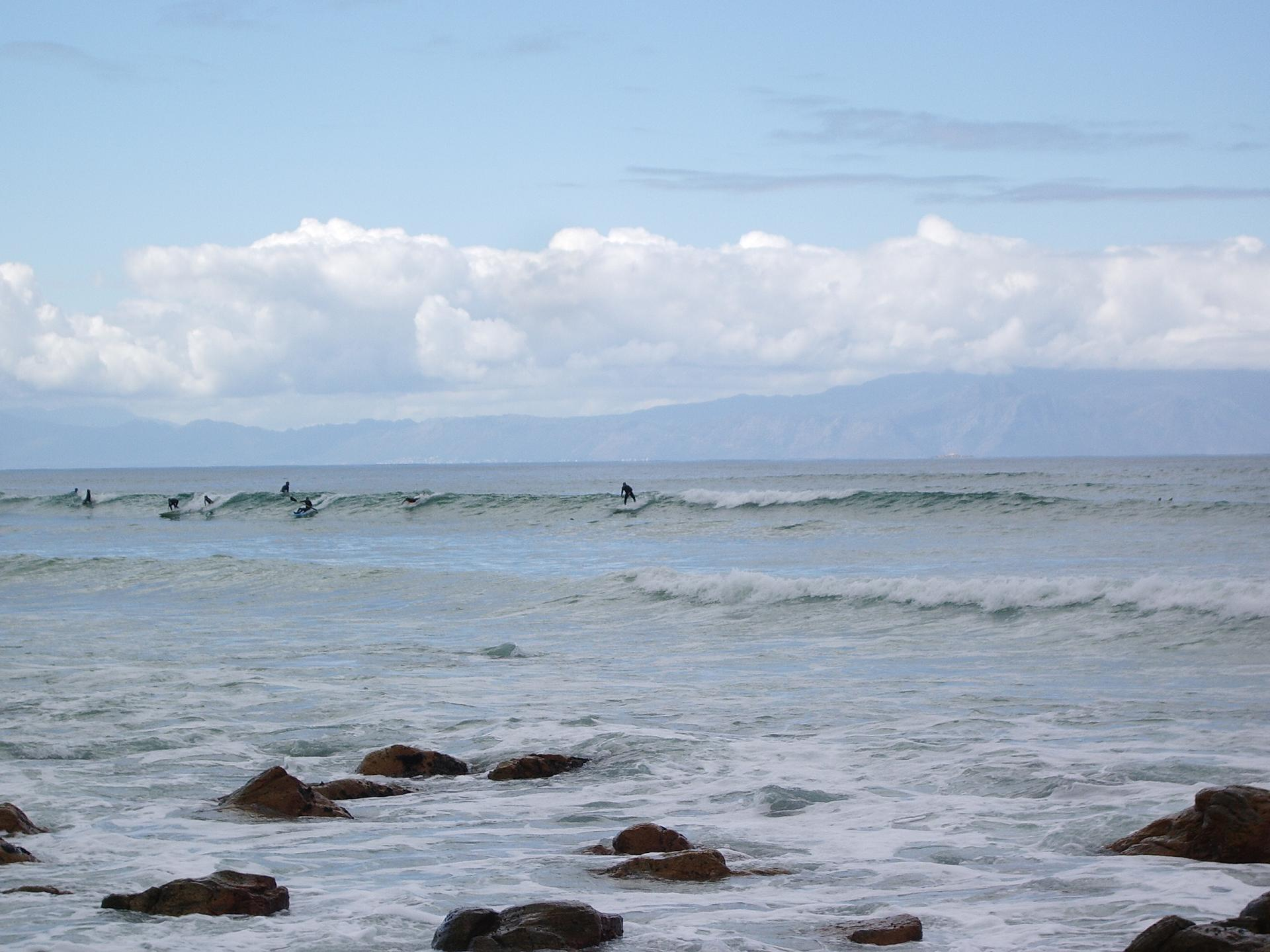
Surfers Corner; zona de surf de Muizenberg en la bahía

Bahía Falsa (en afrikáans: Valsbaai y  en inglés: False Bay) es una ensenada natural entre los océanos Índico y Atlántico en Sudáfrica formada por los Cabos Hangklip ("roca colgante"  en afrikáans y neerlandés) y la Península del Cabo en el extremo suroeste de Sudáfrica.

## Descripción y ubicación

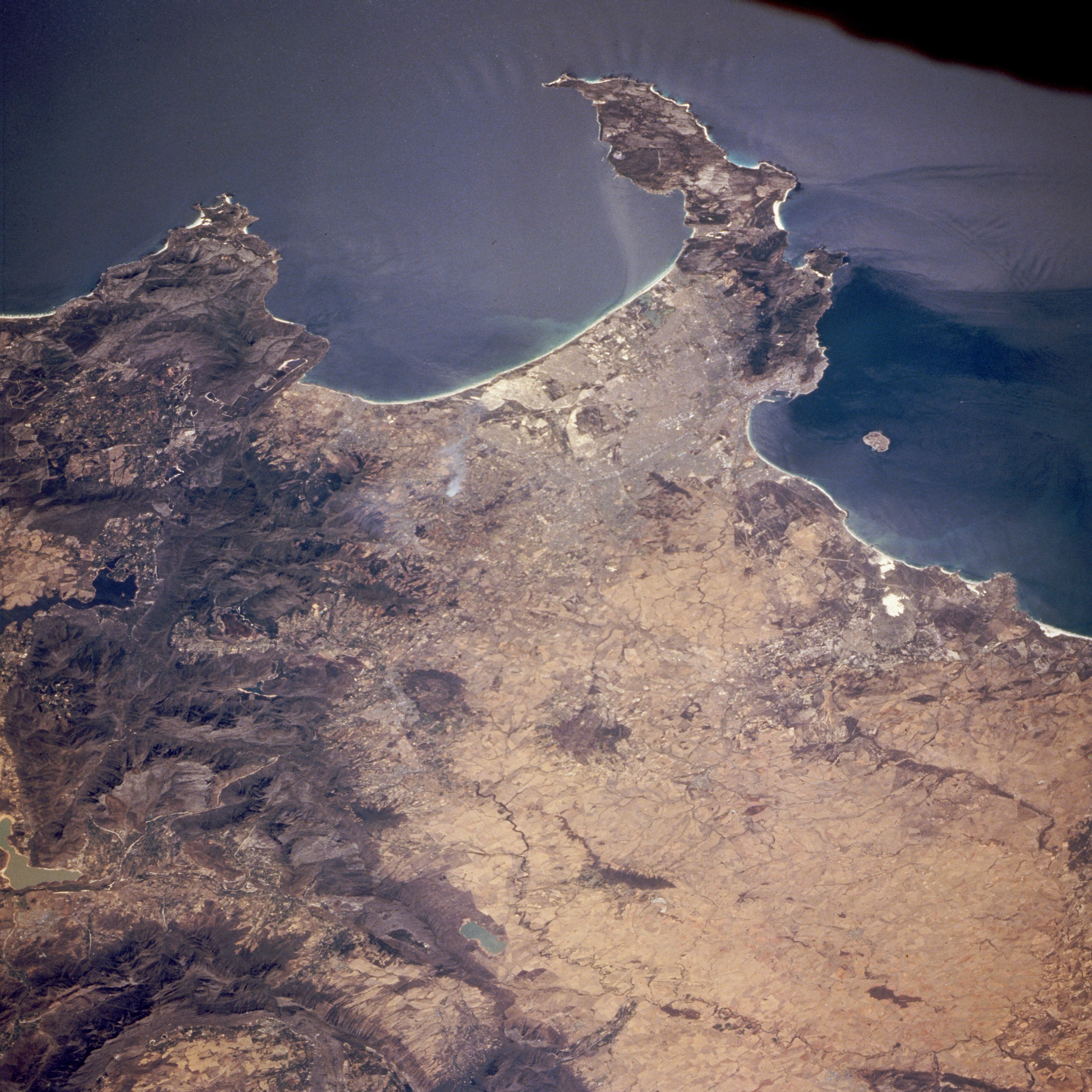
Vista de la Bahía Falsa.

Las costas este y oeste de la bahía son muy rocosas e incluso montañosas; en ciertos lugares grandes acantilados se encuentra al lado de aguas profundas. Entre los picos más importantes asociados con la bahía están el Koeëlberg (1289 m), el cual se eleva desde el agua misma, al igual que el Somerset Sneeukop (1590 m) y el Pico Wemmershoek Peak (1788 m), los cuales son claramente visibles del otro lado de la bahía. El pico más alto que es visible desde un extremo de Bahía Falsa es el Pico Du Toits, cerca de Paarl (1995 m). La costa norte, no obstante, está definida por una larga y curva playa de arena blanca. Este arenoso perímetro norte de la bahía es el extremo sur del área conocida como las Planicies del Cabo (Cape Flats). La bahía tiene 30 km en su punto más amplio.
A unos 20 km al otro lado de Cape Flats, se encuentra una bahía más pequeña con forma de C  — bahía de la Mesa — teniendo a Robben Island en su entrada. Los distritos centrales de Ciudad del Cabo se encuentran alrededor de esta bahía. Devil's Peak, la Montaña de la Mesa, Lion's Head y Signal Hill forman un anfiteatro a lo largo del extremo occidental de Cape Flats. Hoy en día, los suburbios del área metropolitana de Ciudad del Cabo ahora se extienden hacia la derecha hasta las costas de la bahía Falsa y al sur a lo largo del costado oriental de la Península del Cabo por muchos kilómetros.

## Historia
Bartolomé Diaz se refirió por primera vez a la bahía en 1488 como "el golfo entre las montañas" (Schirmer, 1980). El nombre "bahía falsa" fue aplicado desde muy temprano (por lo menos desde hace tres siglos) por los marineros que la confundían con la bahía de la Mesa en el norte. Según Schirmer, la confusión surgió porque los navegantes que regresaban desde el este (las Indias Orientales Neerlandesas) confundía a Cape Point con el Cabo Hangklip, los cuales son similares en su forma. Los primeros viajeros portugueses conocían a Hangklip como Cabo Falso, y el nombre de la bahía viene del nombre dado al cabo.

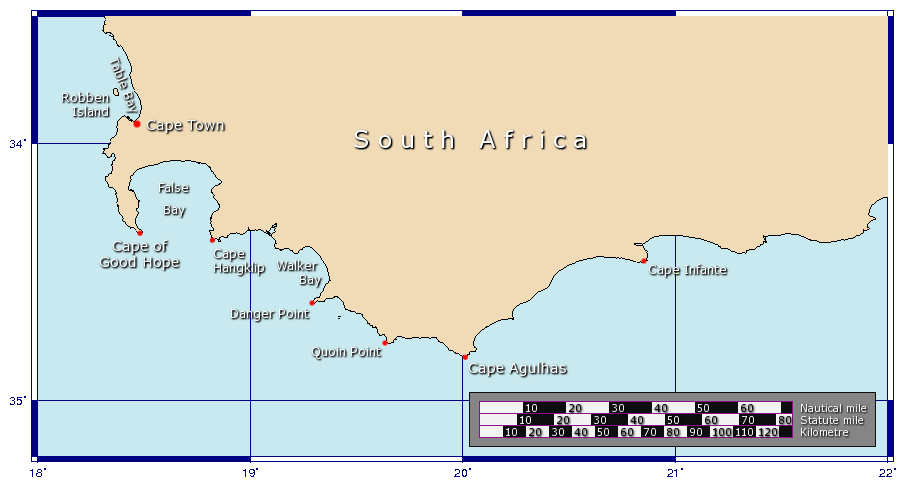
Mapa que muestra las ubicaciones de bahía falsa y la bahía de la Mesa.

## Clima
El clima en la bahía es mediterráneo, con veranos cálidos y secos, e inviernos húmedos y fríos. En el invierno tormentas y fuertes vendavales provenientes del noroeste son comunes y puede ser peligrosas. La Bahía Falsa está expuesta a los vientos que viajan hacia el sureste en el verano y sus aguas son aproximadamente 6 °C más calientes que las de la Bahía de la Mesa, debido a la influencia de la más cálida corriente de Agulhas.

## Vida marina y entretenimiento
Bahía Falsa es un buen lugar para la pesca, y en ocasiones se pueden encontrar grandes bancos de snoek, un pescado que es muy popular en la región. La pesca con caña desde las rocosas costas en ambos lados de la bahía es muy popular, pero peligroso. La forma de la bahía crea patrones de interferencia en las oleadas que llegan del Océano Antártico y estos patrones en ocasiones se combinan para formar "olas asesinas" que se levantan sin advertencia y arrasan con las salientes de arenisca muy por encima de las marcas de marea alta. Muchos pescadores han sido arrastrados por estas olas a lo largo de los años, pero no parece haber tenido ningún efecto negativo en el entusiasmo por este deporte.
La navegación a vela también es una actividad recreacional popular en Bahía Falsa. Las "olas asesinas" mencionadas anteriormente pueden destruir botes que estén amarrados, especialmente si los amarres son de cadenas metálicas y están en el sotavento cuando los vientos desde sureste llegan a la bahía. Los clubes de vela en Bahía Falsa incluyen el False Bay Yacht Club en Simon's Town, Fish Hoek Beach Sailing Club en la playa principal en Fish Hoek, Gordon's Bay Yacht Club en el puerto de Gordon's Bay y el Hottentots Holland Beach Sailing Club en Strand.

## Base Naval de Simon's Town

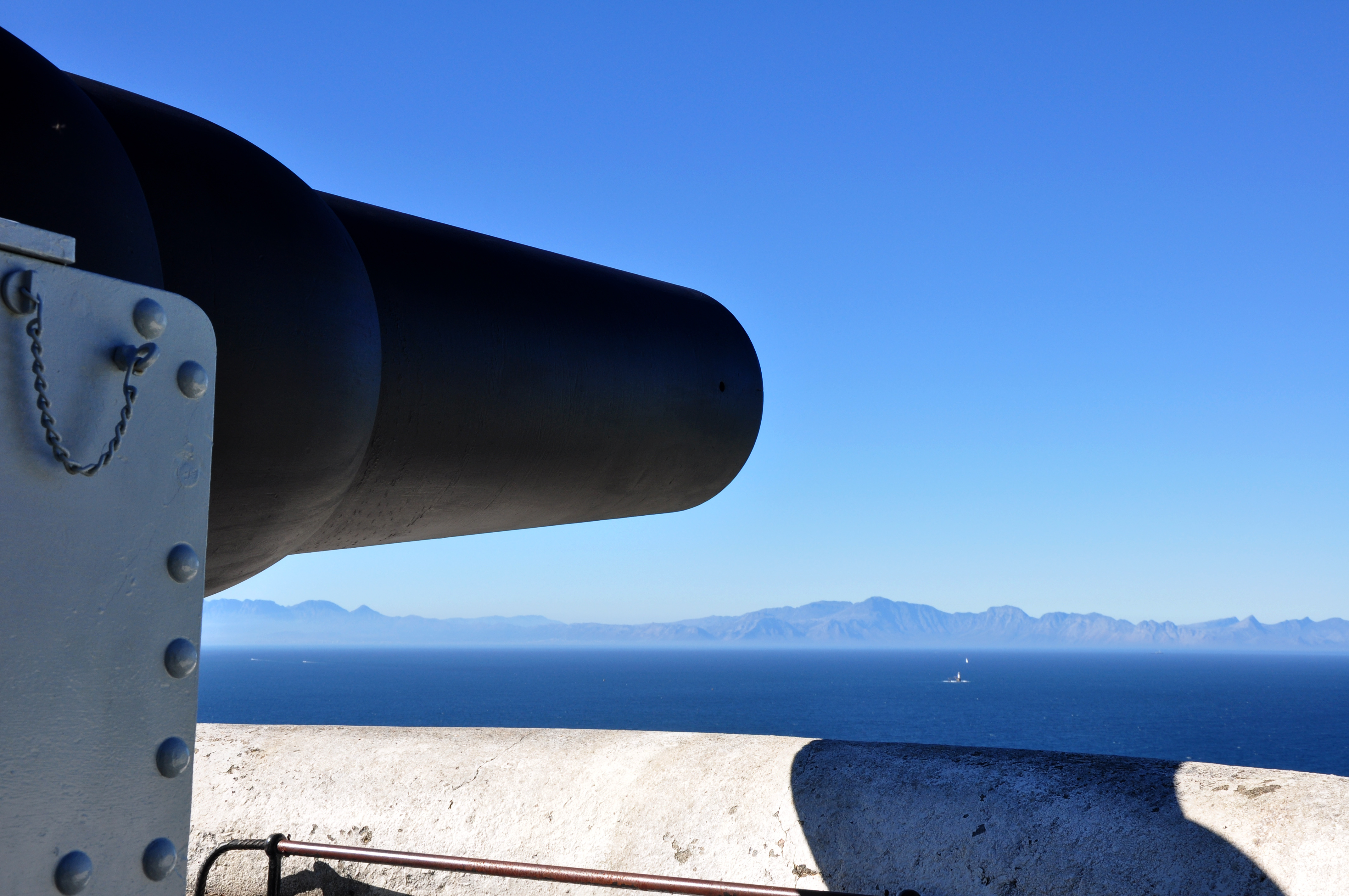
Un cañón de avancarga de 9 pulgadas sobre la Bahía Falsa instalado en Simon's Town en los años 1800s por los británicos para defender la bahía.

La famosa base naval de Simon's Town se encuentra en la bahía, a la mitad de la Península del Cabo. Durante la Segunda Guerra Mundial muchos cañones pesados fueron instalados en búnkeres de concreto en varios puntos de las montañosas costas de Bahía Falsa para prevenir ataques contra Simon's Town. La capacidad destructiva y la situación defensiva de estas armas eran formidables y finalmente nunca hubo un ataque sobre la base naval. Aunque algunos de los cañones fueron quitados en las décadas siguientes, muchos cañones de gran tamaño aún se encuentran instalados en las colinas cerca del camino Redhill.

## Desarrollo urbano e impacto ambiental
Aunque el desarrollo urbano en la costa es intenso en algunos lugares de la Bahía Falsa, gran parte de la costa se mantiene salvaje y virgen. Gran parte de las construcciones son residenciales; existen muy pocas industrias pesadas. No obstante, hay unas cuantas excepciones: una de las fábricas de dinamita más grandes del mundo solía estar ubicada cerca de la playa cerca del extremo oriental salvaje y deshabitado de la bahía. La planta de nitroglicerina en esta fábrica explotó en dos ocasiones en la segunda mitad del siglo XX y envió masivas ondas de choque a lo largo de la bahía, rompiendo ventanas y sacudiendo paredes a lo largo de la costa. La Bahía Falsa tiene muy pobres puertos naturales. Casi toda la protección para los barcos mercantes y yates ha sido creada de manera artificial (por ejemplo, Kalkbaai, Simon's Town y Gordon's Bay).